# Arrows A7
L' Arrows A7 è una vettura da competizione realizzata dalla Arrows nel 1984.

## Sviluppo
L'auto venne realizzata per essere impiegata nella seconda parte della stagione 1984.

## Tecnica
Progettata da Dave Wass veniva spinta dal motore turbo M12/13 prodotto dalla BMW, montato su una monoscocca di alluminio. Dotata di cambio Hewland FGA400, poi sostituito con uno fatto dalla Arrows stessa, e gommata con pneumatici Goodyear, fu spesso limitata da problemi al fragile motore.

## Attività sportiva
L'auto venne affidata ai piloti Thierry Boutsen e Marc Surer a partire dal Gran Premio del Belgio. Ottenne punti solo nel GP d'Austria (5° Thierry Boutsen, 6° Marc Surer).